# Friedrich-Wilhelm Graefe zu Baringdorf
Friedrich-Wilhelm Graefe zu Baringdorf este un om politic german, membru al Parlamentului European în perioada 1999-2004 din partea Germaniei.
1. ↑  „Friedrich-Wilhelm Graefe zu Baringdorf”, Gemeinsame Normdatei, accesat în 10 decembrie 2014
2. 1 2  Deputații în Parlamentul European